# Прапор Богуслава
Прапор Богуслава — офіційний символ міста Богуслав Київської області. Затверджений рішенням сесії міської ради №3428-54-VIII  від 29 листопада 2023 року. Автор — А. Ґречило.

## Опис
Прапор міста Богуслава являє собою квадратне полотнище, яке складається з розділених хвилясто трьох вертикальних смуг – зеленої, синьої та зеленої (співвідношення їх по ширині 1:2:1), на середній синій смузі три білі скелі з жовтими козацькими хрестами, одна над одною. Прапор може застосовуватися з додатковим горизонтальним кріпленням як хоругва.